# PGC 4344
LEDA/PGC 4344 (NGC 434A) ist eine Linsenförmige Galaxie vom Hubble-Typ SB0/a im Sternbild Tukan am Südsternhimmel. Sie ist schätzungsweise 211 Millionen Lichtjahre von der Milchstraße entfernt und hat einen Durchmesser von etwa 75.000 Lichtjahren. Gemeinsam mit NGC 434 bildet sie ein gebundenes Galaxienpaar und mit NGC 440 das Trio KTS 8. Die Galaxie ist Teil der 10 Mitglieder zählenden NGC 434-Gruppe (LGG 19).